# سیاست‌های چپ تندرو
سیاست‌های چپ تندرو (انگلیسی: Far-left politics) یا فراتُند اصطلاحاتی هستند که علاوه بر توصیف طیف‌های سیاسی، برای توصیف موقعیت‌های سیاسی چپ استاندارد بکار می‌رود.

## اروپا

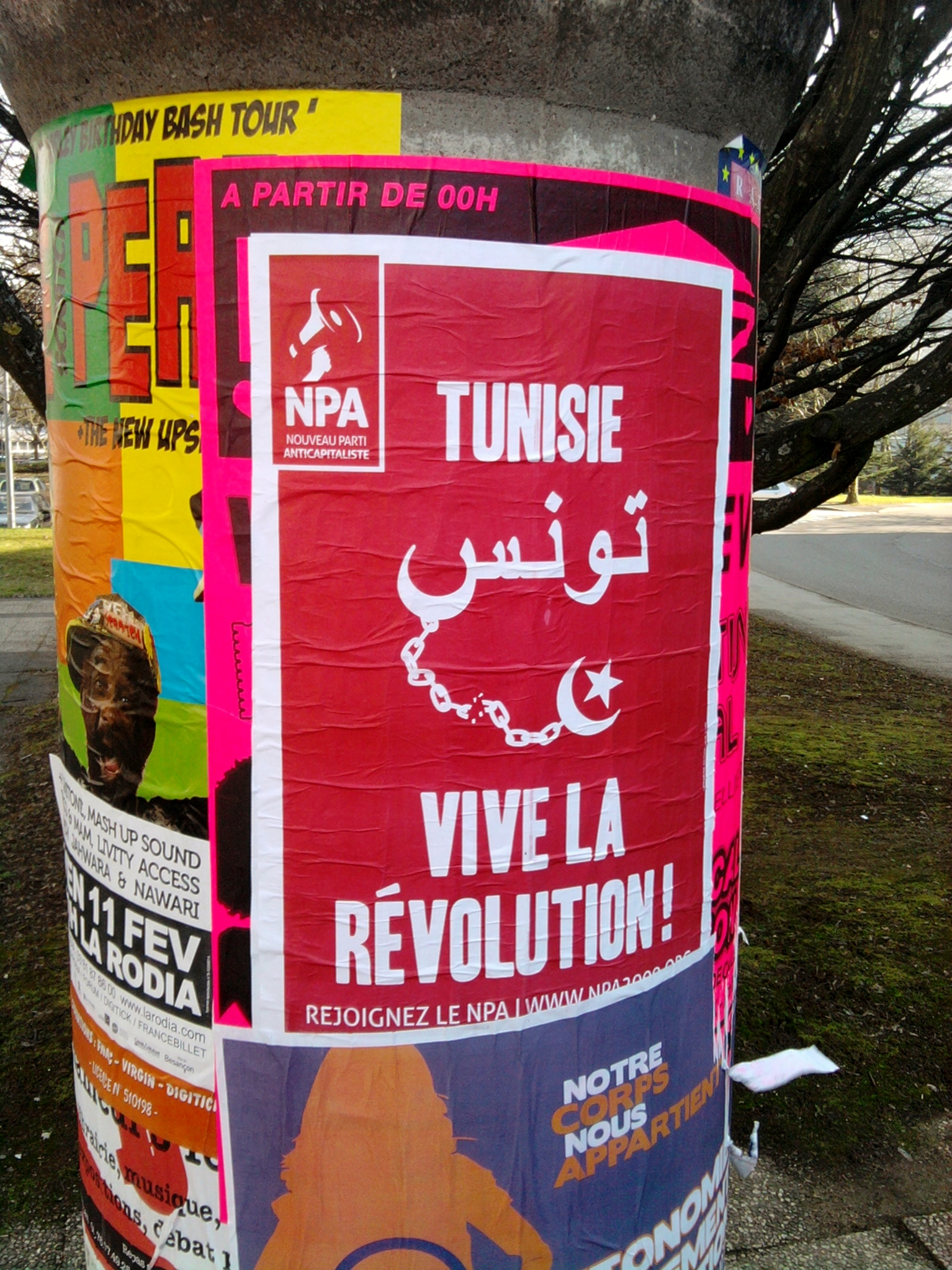
پوسترهای فرانسوی حمایت از انقلاب تونس (و فمینیسم در زیر)

لوک مارک از دانشکده علوم اجتماعی و سیاسی در دانشگاه ادینبرو، چپ رادیکال را در اروپا، به کسانی می‌گویند که خودشان را به دلیل ناکارآمدی جناح چپ در جایگاه چپ سوسیال دمکراسی قرار می‌دهند. دو زیرمجموعه اصلی به دلیل خاستگاه خود برای تغییر بنیادی به سیستم سرمایه‌داری، چپ رادیکال نامیده می‌شوند؛ در عین اینکه آن‌ها برای پذیرش دمکراسی و چپ رادیکال، نسبت به لیبرال دمکراسی بیشتر خصومت می‌ورزند، هر نوع مصالحه‌ای با سرمایه‌داری را نیز تقبیح می‌کنند.
مارک، چهار زیرگروه در زمینه سیاست‌های چپ رادیکال در درون اروپای معاصر را برجسته می‌کند: کمونیست‌ها، سوسیالیسم دمکراتیک، سوسیالیست‌های پوپولیست و عوام‌گرایی هستند.
ویت هلوسک و لوبومیر کوپچک ویژگی دیگری مانند آمریکاستیزی، جنبش‌های ضد جهانی‌سازی، مخالفت با ناتو و رد ادغام اروپا به شناسایی‌هایی که توسط مارک و مود انجام شده بود افزود.
در فرانسه اصطلاح extrême-gauche (چپ افراطی) یک اصطلاح پذیرفته شده برای گروه‌های سیاسی که خود را در موقعیت چپ حزب سوسیالیست قرار می‌دهند پذیرفته شده‌است؛ مانند تروتسکیسم، مائوئیسم، کمونیست آنارشیست و چپ نو.
برخی از علمای سیاسی با زمینه مارکسیسم مانند سرج کوسرون، حیطه حزب کمونیست فرانسه را محدود می‌کنند اما هیچ اتفاق آرای واقعی حول آن نیست. خیلی از چپ‌ها با عقاید ضد آمریکایی قوی، ضد جهانی سازی، مخالفت با ناتو و رد ادغام اروپا سعی می‌کنند که از تأثیر منفی و کاهنده همگرایی آن‌ها با دسته‌بندی چپ رادیکال ـ با استفاده از مثال چپ چپ اجتناب کنند. این می‌تواند منعکس‌کننده یک نظریه فرهنگی مبهم باشد.

## ایالات متحده آمریکا
هربرت مک کلوسکی و دنیس چونگ ادعا می‌کنند که در ایالات متحده گروه‌های چپ رادیکال تعمداً از جامعه آمریکایی دلسرد شده‌اند و به شدت از آنچه که آن‌ها به عنوان انحطاط معنوی و اخلاقی موسسات آمریکایی مشاهده می‌کنند انتقاد می‌نمایند. آن‌ها بر این عقیده‌اند که جامعه آمریکایی که نیروهای توطئه آمیزی بر آن حاکم شده‌است برای شکست سایر اهداف ایدئولوژیکی تلاش می‌کند.

## ترور در چپ رادیکال

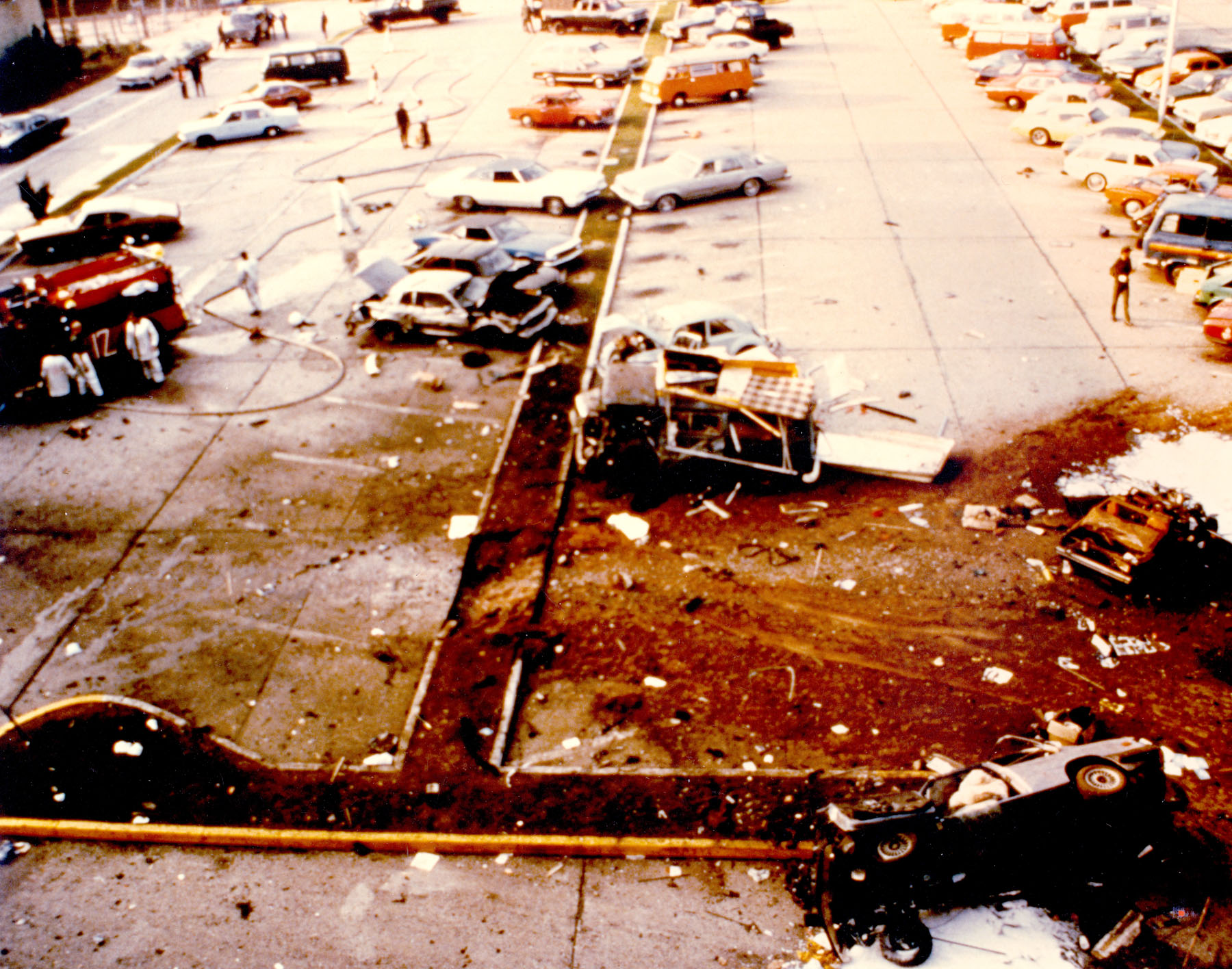
پس از بمب‌گذاری در پایگاه هوایی رامشتاین آمریکا در سال ۱۹۸۱ توسط تروریسم چپ‌گرا، فراکسیون ارتش سرخ RAF

تعدادی از احزاب بسیار چپ در طول دهه‌های ۱۹۶۰ و ۱۹۷۰، مانند بریگاد سرخ و فراکسیون ارتش سرخ، سازمان‌های ستیزه گر را به وجود آوردند. این گروه‌ها به‌طور کلی قصد داشتند که نظام‌های سرمایه‌داری را سرنگون کرده و جوامع سوسیالیستی را جایگزین آن کنند.